# 潨川河
潨川河位于中國安徽省黄山市徽州区，是丰乐河的主要支流之一，全長19千米，流域面積45.58平方千米。潨川河自北向南流过呈坎镇呈坎村古村落东侧，汇入丰乐河，再汇入练江以及新安江。东西两侧有东边坑、西边坑等若干小溪汇入。
支流：
- 东边坑
- 西边坑

潨川河上桥梁众多，现有升仙桥、利涉桥、隆兴桥、长春桥、獬豸桥、环秀桥等。